# Jorge Salteño
Jorge Eduardo Salteño (Santa Fe, Argentina, 19 de noviembre de 1979) es un exfutbolista argentino que jugaba como volante.

## Trayectoria

### Unión de Sunchales
Salteño debutó con la camiseta de Unión de Sunchales. En el 2003 derrotó a Juventud Alianza, en el partido por la promoción, y obtuvo el ascenso al Argentino A. Su primera etapa en el club duró hasta el 2006. En 2007 volvió al club y jugó en Unión hasta el 2010.

### Atlético Tucumán
En el año 2006 se mudó a San Miguel de Tucumán y se sumó a Atlético Tucumán. Con la camiseta del decano disputó una temporada.

## Clubes
| Club               | País      |
| ------------------ | --------- |
| Unión de Sunchales | Argentina |
| Atlético Tucumán   | Argentina |